# روبرت كيسلر
روبرت كيسلر (بالألمانية: Robert Kessler)‏ هو دراج ألماني، ولد في 30 أكتوبر 1995 في برلين في ألمانيا.

## وصلات خارجية
- روبرت كيسلر على موقع الاتحاد الدولي للدراجات (الإنجليزية)
- روبرت كيسلر على موقع أرشيف الدراجات (الإنجليزية)
- روبرت كيسلر على موقع إحصائيات الدراجات الإحترافية (الإنجليزية)
- روبرت كيسلر على موقع نسبة الدراجات (الإنجليزية)